# Kreisarchiv Tübingen
Das Kreisarchiv Tübingen ist eines der 35 Kreisarchive in Baden-Württemberg und zuständig für den Landkreis Tübingen. Als kommunale Institution ist das Archiv für das Sichern, Bewahren und zugänglich-Machen des analogen und digitalen Schriftguts des Landratsamtes Tübingen verantwortlich. Mithilfe des Kulturguts des Archivs werden unter anderem Jubiläen organisiert, Heimatbücher erstellt und Museen eingerichtet.

## Geschichte
Da spätestens nach der Kreisreform zwischen 1969 und 1973 alle 35 Kreisarchive in Baden-Württemberg als eigenständige Institutionen eingerichtet wurden, ergibt sich dieser Zeitraum als ungefähre Entstehungszeit des Kreisarchivs Tübingen. Ein genaues Datum ist nicht bekannt.

## Aufgaben und Funktionen
Das Kreisarchiv Tübingen bewahrt relevante Dokumente des Landkreises, sichert diese und macht sie demokratischen Kontrollinstanzen und Interessierten zugänglich. Neben der Aufbewahrung historischer Bestände wählt das Kreisarchiv Informationen aus der Gegenwart aus, um auch ihre Zugänglichkeit und ihren Erhalt sicherzustellen.
Im Rahmen der Gemeindearchivpflege betreut das Kreisarchiv über 17 nicht hauptamtlich besetzte Archive des Landkreises und unterstützt die Gemeindeverwaltungen durch archivbezogene Expertise bei der digitalen Langzeitarchivierung. Folgende Gemeindearchive werden vom Kreisarchiv vertreten:
- Ammerbuch mit Altingen, Breitenholz, Entringen, Pfäffingen, Poltringen, Reusten;
- Bodelshausen;
- Dettenhausen;
- Dußlingen;
- Gomaringen mit Stockach;
- Hirrlingen;
- Kirchentellinsfurt;
- Kusterdingen mit Jettenburg, Mähringen, Wankheim;
- Nehren;
- Neustetten mit Nellingsheim, Remmingsheim, Wolfenhausen;
- Ofterdingen;
- Starzach mit Bierlingen, Börstingen, Felldorf, Sulzau, Wachendorf

## Bestand und Nutzung
Der Bestand des Kreisarchivs bildet die Landkreisgeschichte in Tübingen ab. Dabei sind Dokumente vom Jahr 1525 bis heute Teil der Sammlung. Einen großen Teil des Bestands bilden Dokumente der Stadt und der Ämter in Tübingen, vor allem sind dies Amtsschadenrechnungen bzw. Stadt- und Amtspflegerechnungen aus den Jahren 1625–1808. Außerdem befinden sich Stadt- und Amtsversammlungsprotokolle der Jahre 1769–1815 in der Sammlung des Archivs. Die Akten befassen sich unter anderem mit Landesangelegenheiten, dem Landtag, der Verwaltung und dem Rechnungswesen.
Weiterhin sind im Kreisarchiv Rechnungen, Bände und Akten des Oberamts und des Landratsamts Tübingen ab dem Jahr 1808 sowie Informationen über württembergische Ämter ab dem Jahr 1525 vorhanden.
Das Kreisarchiv Tübingen verwahrt eine Reihe von Nachlässen von ausgewählten Personen des Landkreises. Der historische Fokus der Nachlässe erstreckt sich über das gesamte 20. Jahrhundert. Als Auswahl sind hier der Nachlass Böhringer (Nachlass der Witwe des Kreisarchivars Böhringer), der Nachlass Maico-Händler (Konkursverfahren Fa. Maico Pfäffingen) und die Nachlass-Sammlung Pietsch (Fotomaterial) zu nennen.
Das Archiv besitzt außerdem eine Archivbibliothek, die derzeit etwa 4.500 Titelaufnahmen beinhaltet. Neben allgemeiner archivfachlicher, historischer und landesgeschichtlicher Literatur lassen sich in der Bibliothek auch Bücher zur Regional- und Ortsgeschichte des Landkreises Tübingen wiederfinden.
Zusätzlich zu einer analogen Sammlung ist der Bestand auch im digitalen Raum zu finden. Im Archivportal-D sowie auf der Webseite der Deutschen Digitalen Bibliothek können Informationen zu einzelnen Beständen eingesehen werden.

## Projekte
Um Archivgut dauerhaft digital archivieren zu können, hat das Kreisarchiv zusammen mit dem Landkreis Tübingen das Konzept des Kommunalen Digitalen Langzeitarchivs (KDL) entwickelt. Mit diesem Ansatz soll die digitale Langzeitarchivierung auf kommunaler Ebene geregelt und den konkreten Ansprüchen kommunaler Institutionen nachgekommen werden. Die Grundlage hierfür bietet die vom Landesarchiv Baden-Württemberg entwickelte und im Verbund mit weiteren Bundesländern ausgebaute Softwarelösung DIMAG (Digitales Magazin). So ist es dem Kreisarchiv Tübingen beispielsweise möglich, Daten aus Fachverfahren (wie Gewerberegisterdaten) für kreisangehörige Kommunen ohne eigenes Archivpersonal zu übernehmen. Um die teils sehr großen Datenmengen vor Datenverlust schützen zu können, verwendet das Konzept parallel zu DIMAG das Speichersystem Silent Cube. Dieses ist besonders für die Archivierung großer digitaler Sammlungen geeignet. Somit werden unter anderem Film-, Ton- und Fotoaufnahmen des Kreisarchivs langzeitarchiviert.
Der Tübinger Kreisarchivar Prof. Wolfgang Sannwald rief im Jahr 2010 im Rahmen des Vereins KulturGUT e.V. die Jugendguides-Qualifizierung ins Leben. Hierbei soll das Interesse junger Menschen an Erinnerungskultur aufgegriffen werden, sodass sich Jugendliche gesellschaftlich wirksam engagieren können. Der Landkreis Tübingen und kooperierende Schulen entwickelten seitdem über 300 Anlässe, dass die Jugendguides nach ihrer Qualifizierung den regionalen erinnerungskulturellen Diskurs mitgestalten können. Das Kreisarchiv Tübingen unterstützt die Initiative mit regelmäßigen Veranstaltungen, wie Stadtführungen, bei denen die Jugendguides die Leitung übernehmen. Im Jahr 2023 wurde die Jugendguides-Qualifizierung von der WGV-Stiftung beim Wettbewerb „Jugend übernimmt Verantwortung“ mit dem ersten Platz ausgezeichnet.
Gemeinsam mit der Stiftung Denkmal für die ermordeten Juden Europas präsentierte das Kreisarchiv Tübingen im Jahr 2017 die Wanderausstellung ‘Was damals Recht war …‘ – Soldaten und Zivilisten vor Gerichten der Wehrmacht. Die Ausstellung beleuchtet Fallgeschichten von Personen, die im Sinne der NS-Ideologie als Deserteure vor deutschen Kriegsgerichten verurteilt wurden. Sie zeigt dadurch, wie tausende Menschen das Unrecht und die Willkür der Wehrmachtjustiz erfahren mussten und der Unrechtsjustiz zum Opfer fielen. Die Jugendguides des Landkreises Tübingen führten zusammen mit Mitarbeitenden des Kreisarchivs Führungen durch die Ausstellung durch.
Das Kreisarchiv Tübingen eröffnete im Jahr 2024 ein Mahnmal auf dem Jüdischen Friedhof in Wankheim. Mittelpunkt des Denkmals ist ein Gedenkbuch, das an 56 Opfer des Holocaust rund um Tübingen erinnert. Die Inhalte des Gedenkbuchs sind vor Ort in Aluminiumseiten festgehalten und ebenfalls online abrufbar. Eine zwei Jahre lange Recherche in nationalen und internationalen Archiven führte zur Auswahl von 56 Lebensgeschichten, die jeweils durch etwa 20 Anmerkungen ergänzt wurden. Die Herkunft der Informationen ist an den entsprechenden Stellen konkret festgehalten.